# لاسكاريس
لاسكاريسأو لاسكارس ((باليونانية: Λάσκαρις, later Λάσκαρης)‏) كانت عائلة نبيلة بيزنطية يونانية شكل أعضاؤها السلالة الحاكمة لإمبراطورية نيقية من 1204 إلى 1261 وبقيت بين كبار النبلاء حتى تفكك الإمبراطورية البيزنطية، ثم هاجر العديد منهم إلى إيطاليا ثم إلى سميرنا (بعد ذلك بكثير) . وفقا لجورج باشيرميس (George Pachymeres)، كانت تسمى أيضا تزيرميرونتس (Tζαμάντουρος). الشكل الأنثوي للاسم هو لاسكارينيا (Λασκαρίνα).